# Giv'at Orcha
Giv'at Orcha (hebrejsky: גבעת אורחה, arabsky: تل جوخدار, Tal al-Džuchadar) je hora sopečného původu o nadmořské výšce 646 metrů na Golanských výšinách, na syrském území od roku 1967 obsazeným Izraelem.
Nachází se v jihovýchodní části Golanských výšin, 16 kilometrů jihovýchodně od města Kacrin a 38 kilometrů jihojihovýchodně od města Madždal Šams, cca 2 kilometry od linie izraelské kontroly. Jde o řídce zalidněnou krajinu. Nejbližším sídlem je vesnice Jonatan 5 kilometrů západním směrem. Ze západu horu míjí dálnice číslo 98, z které tu odbočuje takzvaná Ropná silnice.
Giv'at Orcha je součástí pásu vrcholů sopečného původu, které lemují východní okraj Golanských výšin. Jde o izolovaný odlesněný kužel, který vystupuje jen několik desítek metrů nad okolní planinu.
Na místě byly objeveny pozůstatky z římského a byzantského období. Do roku 1967 tu stávala arabská vesnice al-Džuchadar, poblíž které stával Karavansaraj. Během jomkipurské války v roce 1973 se v okolí Giv'at Orcha odehrávaly těžké boje mezi izraelskou armádou a syrskými vojsky.